# صيرة (طور الباحة)
صيرة هي إحدى قرى عزلة طور الباحة بمديرية طور الباحة التابعة لمحافظة لحج، بلغ تعداد سكان 68 نسمة حسب تعداد اليمن لعام 2004.